# Liste der Monuments historiques in Altenheim (Bas-Rhin)
Die Liste der Monuments historiques in Altenheim führt die Monuments historiques in der französischen Gemeinde Altenheim auf.

## Liste der Bauwerke
| Bezeichnung   | Beschreibung | Standort                               | Kennzeichnung | Schutzstatus | Datum | Bild |
| ------------- | ------------ | -------------------------------------- | ------------- | ------------ | ----- | ---- |
| Napoleonsbank | Stein, 1854  | westlich des Ortes an der D 230 (Lage) | PA00084580    | Inscrit      | 1988  |      |